# Saint-Trojan-les-Bains
 Saint-Trojan-les-Bains   es una comuna y población de Francia, en la región de Nueva Aquitania, departamento de Charente Marítimo, en el distrito de Rochefort y cantón de Le Château-d'Oléron. Se encuentra en la isla de Oléron.
Su población en el censo de 1999 era de 1.624 habitantes.
Está integrada en la Communauté de communes de l'Île-d'Oléron.

## Demografía
| 1473 | 1666 | 1488 | 1275 | 1490 | 1624 |
| Para los censos de 1962 a 1999 la población legal corresponde a la población sin duplicidades (Fuente: INSEE [Consultar]) |      |      |      |      |      |